# George Kent

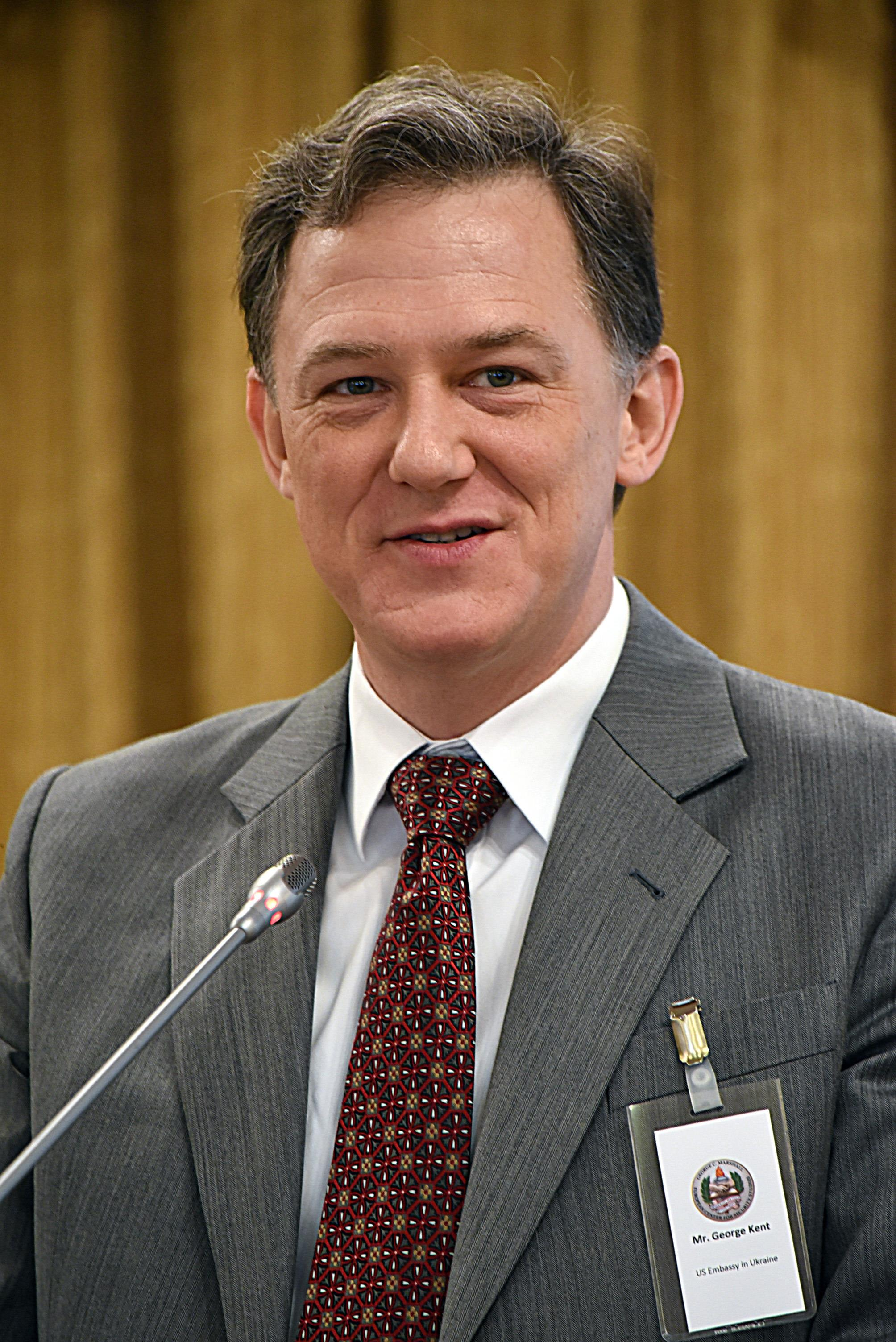
George Kent (2017)

George Peter Kent (* 1969) ist ein US-amerikanischer Diplomat, der seit 1992 im United States Foreign Service arbeitet. Ab dem 4. September 2018 ist er unter Präsident Donald Trump als stellvertretender Staatssekretär (Deputy Assistant Secretary of State), Beauftragter des US-Außenministeriums für die Ukraine, Republik Moldau, Belarus, Georgien, Armenien und Aserbaidschan zuständig. Er übte dieses Amt bis zum 3. September 2021 aus.

## Leben

### Ausbildung
Nach dem Besuch der Porter-Gaud School in Charleston, South Carolina, die er im Jahre 1985 abschloss,
nahm George Kent an der Harvard University ein Studium der Russischen Geschichte und Literaturwissenschaft auf und beendete es mit einem Bachelor of Arts (BA).
Anschließend erwarb er 1992 einen Master of Arts an der Paul H. Nitze School of Advanced International Studies (SAIS) der Johns Hopkins University.
2011 bis 2012 studierte er nochmals am Industrial College of the Armed Forces (ICAF) der National Defence University und schloss mit einem Master of Science (MS) ab.

### Karriere
Nach zwei Praktika in der für die Sowjetunion zuständigen Abteilung des US-Außenministeriums Ende der 1980er Jahre, trat Kent 1992 dem Auswärtigen Dienst
(Foreign Service) der USA bei.
In Folge arbeitete er als Attaché in Polen, der Ukraine, Usbekistan und Thailand. Er spricht Ukrainisch, Russisch und Thai, ein wenig Polnisch, Deutsch und Italienisch. Von 1995 bis 1997 war er als Wirtschaftsbeauftragter für Handel, Umwelt und Drogenbekämpfung in Warschau, Polen tätig. Von 2004 bis 2008 fungierte Kent als Stellvertreter des Botschafters (Deputy Chief of Mission/DCM – s. engl. Wiki) in Kiew, Ukraine. In diese Zeit fiel die Orange Revolution in diesem Land. Von 2012 bis 2014 war Kent Direktor des Bureau of International Narcotics and Law Enforcement Affairs, einer Unterbehörde des Außenministeriums mit Zuständigkeit für internationale Drogen- und Strafverfolgungsangelegenheiten, und von 2014 bis 2015 Leitender Koordinator für die Korruptionsbekämpfung im Europäischen Büro des US-Außenministeriums.
Von 2015 bis 2018 erneut als Stellvertreter des Botschafters (Deputy Chief of Mission/DCM) in der amerikanischen Botschaft in Kiew, Ukraine. Mitte 2018 wurde Kent vom damaligen Assistant Secretary of State for European and Eurasian Affairs, A. Wess Mitchell, gefragt, ob er als sein Stellvertreter in seinem Team mitarbeiten wolle.
Am 4. September 2018 wurde er auf die Position im State Department (Außenministerium der Vereinigten Staaten) als Stellvertretender Staatssekretär (Deputy Assistant Secretary of State) für europäische und eurasische Angelegenheiten berufen – zuständig für die Ukraine, Republik Moldau, Belarus, Georgien, Armenien und Aserbaidschan.

### Privates
George Kent ist seit 1996 mit Velida Kitaina (* 1970 in Usbekistan), einer Lehrerin, verheiratet. Velida Kitainas Großeltern gehörten zu jenen etwa 190.000 Krimtataren, die von Stalin unter dem Vorwurf der kollektiven Kollaboration mit den Nazis im Mai 1944 nach Zentralasien, überwiegend nach Usbekistan, deportiert wurden.
Das Paar hat drei Kinder – die beiden Töchter Elina und Jana und den nach seinem Vater genannten Sohn George.